# Карлос-Мануэль-де-Сеспедес (водохранилище)
Карлос Мануэль де Сеспедес (исп. Embalse Carlos Manuel de Céspedes) — водохранилище на реке Контра-Маэстре в провинции Сантьяго-де-Куба Республики Куба.

## История
Строительство водохранилища на реке Контра-Маэстре (стекавшей с гор Сьерра-Маэстра было начато в 1964 году и завершено в 1968 году, 5 июля 1964 года оно было официально введено в эксплуатацию. Построенное водохранилище объёмом 200 млн м³ (названное в честь кубинского революционера Карлоса Мануэля де Сеспедеса) стало первым крупным водохранилищем, построенным после Кубинской революции и одним из крупнейших водохранилищ в стране, оно обеспечивает защиту от паводков, используется для разведения пресноводной рыбы и орошения окрестных земель.
Орошение из водохранилища позволило создать здесь заливные поля для выращивания риса.